# Pausinystalia
Pausinystalia (лат.) — род растений семейства Мареновые (Rubiaceae), произрастающих преимущественно в Африке (один вид — в Северной Америке). Некоторые виды ранее относили в близкий род Corynanthe Welw..
Один вид рода — Йохимбе (Pausinystalia johimbe) известен содержанием в коре алкалоида йохимбин, используется как компонент некоторых биологически активных добавок.
Список видов согласно Royal Botanic Gardens, Kew:
- Pausinystalia brachythyrsum (K.Schum.) W.Brandt
- Pausinystalia johimbe (K.Schum.) Pierre ex Beille
- Pausinystalia lane-poolei (Hutch.) Hutch. ex Lane-Poole
  - Pausinystalia lane-poolei subsp. ituriense (De Wild.) Stoff. & Robbr.
- Pausinystalia macroceras (K.Schum.) Pierre ex Beille
- Pausinystalia talbotii Wernham in A.B.Rendle et al.